# Anatkina kuehi
Anatkina kuehi är en insektsart som beskrevs av Young 1986. Anatkina kuehi ingår i släktet Anatkina och familjen dvärgstritar. Inga underarter finns listade i Catalogue of Life.